# まんが未知
『まんが未知』（まんがみち）は、2021年4月1日（3月31日深夜）から2024年3月28日（27日深夜）まで、テレビ朝日で毎週木曜（水曜深夜）に放送されていたバラエティ番組のシリーズである。『バラバラ大作戦』（水曜第1部）の第2弾に当たる。

## 概要
2021年4月1日（3月31日深夜）から2023年9月28日（27日深夜）までは『岩井＆花澤 まんが未知』（いわいアンドはなざわ まんがみち）という番組タイトルで放送された。
2023年10月5日（4日深夜）放送分より、番組タイトルが『週刊まんが未知+』（しゅうかんまんがみちプラス）へと改められ、2024年3月28日（27日深夜）まで放送された。
放送時間は、2023年3月30日（29日深夜）放送分までは1時56分から2時16分まで、同年4月6日（5日深夜）放送分以降は3分短縮の1時56分から2時13分に放送されていた。
テレビ朝日系列の一部の放送局でも放送されていた。
漫画好き芸能人たちが書いた原作を、漫画家が実際に作品に仕上げるのが主な番組内容となっており、作品の製作過程を追うことで漫画の技法や演出方法の差異、作画においての苦労などを学べるドキュメンタリーともなっている。番組内で完成した作品は、漫画配信アプリ『GANMA!』や『BookLive』で読むことができる。

## 出演者
MC
- 岩井勇気（ハライチ）
- 花澤香菜

ナレーション
- 寺川俊平→布施宏倖（いずれもテレビ朝日アナウンサー）

## 番組企画
- 原作開発プロジェクト - 芸能人ゲストが考案したストーリーを作画担当のプロ漫画家とともに作品化する。
- 本当にスゴイ漫画 - プロ漫画家が他の作家の漫画作品を紹介する。漫画好きの芸能人がインタビュアーを務める。
- 宮下兄弟プロまんが未知 - お笑い芸人・宮下兼史鷹（宮下草薙）が、実弟・宮下史久将と漫画作品を共作し連載化を目指すシリーズ企画。
- かぁぁぁ選手権 - MCが思わず「かぁぁぁ」っと赤面するエピソードのマンガ作品をプレゼンする。
- くぅぅぅサミット - MCとゲストが思わず「くぅぅぅ」っとなる粋なエピソードのマンガ作品をプレゼンする。
- かぁぁぁサミット - MCとゲストが思わず「かぁぁぁ」っと赤面するエピソードのマンガ作品をプレゼンする。

## 放送リスト
| 話数 | 放送日   | 放送内容                              | 芸能人                          | 漫画家         |
| ---- | -------- | ------------------------------------- | ------------------------------- | -------------- |
| #1   | 4月1日   | まんがバラエティ                      | 賀屋壮也（かが屋）              | 横山了一       |
| #2   | 4月8日   | まんがバラエティ                      | 賀屋壮也（かが屋）              | 横山了一       |
| #3   | 4月15日  | まんがバラエティ                      | ニシダ（ラランド）              | 凸ノ高秀       |
| #4   | 4月22日  | まんがバラエティ                      | ニシダ（ラランド）              | 凸ノ高秀       |
| #5   | 4月29日  | まんがバラエティ                      | 長谷川雅紀（錦鯉）              | のむらしんぼ   |
| #6   | 5月6日   | まんがバラエティ                      | 長谷川雅紀（錦鯉）              | のむらしんぼ   |
| #7   | 5月13日  | まんがバラエティ                      | 宮下兼史鷹（宮下草薙）          | 平田トウエイ   |
| #8   | 5月20日  | まんがバラエティ                      | 宮下兼史鷹（宮下草薙）          | 平田トウエイ   |
| #9   | 5月27日  | まんがバラエティ                      | 丹生明里（日向坂46）            | 蔵人幸明       |
| #10  | 6月3日   | まんがバラエティ                      | 丹生明里（日向坂46）            | 蔵人幸明       |
| #11  | 6月10日  | まんがバラエティ                      | リュウジ                        | 山田肌襦袢     |
| #12  | 6月17日  | まんがバラエティ                      | リュウジ                        | 山田肌襦袢     |
| #13  | 6月24日  | まんがバラエティ                      | 上田航平（ゾフィー）            | しおひがり     |
| #14  | 7月1日   | まんがバラエティ                      | 上田航平（ゾフィー）            | しおひがり     |
| #15  | 7月8日   | グッズ未知                            |                                 |                |
| #16  | 7月15日  | 岩井・花澤激推しマンガSP              |                                 |                |
| #17  | 7月22日  | まんがバラエティ                      | ヒコロヒー                      | トミムラコタ   |
| #18  | 7月29日  | まんがバラエティ                      | ヒコロヒー                      | トミムラコタ   |
| #19  | 8月5日   | まんがバラエティ                      | 日髙大介 矢野了平               | 藤村緋ニ       |
| #20  | 8月12日  | まんがバラエティ                      | 日髙大介 矢野了平               | 藤村緋ニ       |
| #21  | 8月19日  | まんがバラエティ                      | 高橋ヒロム                      | 児嶋都         |
| #22  | 8月26日  | まんがバラエティ                      | 高橋ヒロム                      | 児嶋都         |
| #23  | 9月2日   | まんがバラエティ                      | トム・ブラウン                  | 長田悠幸       |
| #24  | 9月9日   | まんがバラエティ                      | トム・ブラウン                  | 長田悠幸       |
| #25  | 9月16日  | まんがバラエティ                      | ビッケブランカ                  | 常喜寝太郎     |
| #26  | 9月23日  | まんがバラエティ                      | ビッケブランカ                  | 常喜寝太郎     |
| #27  | 9月30日  | 岩井原作「ムムリン」の制作現場に密着  |                                 |                |
| #28  | 10月7日  | あのドラマとコラボSP！！              | 勝村政信                        | 藤村緋二       |
| #29  | 10月14日 | まんがバラエティ                      | 牧野真莉愛（モーニング娘。'21） | 立葵           |
| #30  | 10月21日 | まんがバラエティ                      | 牧野真莉愛（モーニング娘。'21） | 立葵           |
| #31  | 10月28日 | まんがバラエティ                      | 春日俊彰（オードリー）          | ヨコヤマノブオ |
| #32  | 11月4日  | まんがバラエティ                      | 春日俊彰（オードリー）          | ヨコヤマノブオ |
| #33  | 11月11日 | まんがバラエティ                      | しみけん                        | 矢神翔         |
| #34  | 11月18日 | まんがバラエティ                      | しみけん                        | 矢神翔         |
| #35  | 11月25日 | まんがバラエティ                      | ザ・マミィ                      | Gino0808       |
| #36  | 12月2日  | まんがバラエティ                      | ザ・マミィ                      | Gino0808       |
| #37  | 12月9日  | まんがバラエティ                      | 古賀葵                          | 根田啓史       |
| #38  | 12月16日 | まんがバラエティ                      | 古賀葵                          | 根田啓史       |
| #39  | 12月23日 | 「まんが未知4大プロジェクト」大発表SP |                                 |                |

| 話数 | 放送日   | 放送内容                                                   | 芸能人                        | 漫画家       |
| ---- | -------- | ---------------------------------------------------------- | ----------------------------- | ------------ |
| #40  | 1月13日  | 宮下兄弟プロまんが未知                                     |                               |              |
| #41  | 1月20日  | 宮下兄弟プロまんが未知                                     |                               |              |
| #42  | 1月27日  | まんがバラエティ                                           | ハリウッドザコシショウ        | ポテチ光秀   |
| #43  | 2月3日   | 宮下兄弟プロまんが未知                                     |                               |              |
| #44  | 2月10日  | 宮下兄弟プロまんが未知                                     |                               |              |
| #45  | 2月17日  | まんがバラエティ                                           | きつね                        | 荻野ケン     |
| #46  | 2月24日  | まんがバラエティ                                           | きつね                        | 荻野ケン     |
| #47  | 3月3日   | 人気少女漫画家18人が選ぶ「本当にスゴイ漫画」大発表！       |                               |              |
| #48  | 3月10日  | まんがバラエティ                                           | 酒井健太（アルコ&ピース）     | 高橋伸輔     |
| #49  | 3月24日  | まんがバラエティ                                           | 酒井健太（アルコ&ピース）     | 高橋伸輔     |
| #50  | 3月31日  | まんが未知ファミリーから新展開のご報告SP                   |                               |              |
| #51  | 4月7日   | まんがバラエティ                                           | 澤部佑（ハライチ）            | 稲葉そーへー |
| #52  | 4月14日  | まんがバラエティ                                           | 澤部佑（ハライチ）            | 稲葉そーへー |
| #53  | 4月21日  | 丹生明里（日向坂46）原案「まめお」 アニメ製作の裏側に潜入  |                               |              |
| #54  | 4月28日  | 大発表！人気漫画家・高瀬志帆が本当にスゴイと思う漫画       |                               |              |
| #55  | 5月5日   | 宮下兄弟プロまんが未知                                     |                               |              |
| #56  | 5月12日  | 宮下兄弟プロまんが未知                                     |                               |              |
| #57  | 5月19日  | 番組発の連載漫画「マンホール戦記アオイ」制作の裏側に潜入！ |                               |              |
| #58  | 5月26日  | 大発表！人気漫画家・若杉公徳が本当にスゴイと思う漫画       |                               |              |
| #59  | 6月2日   | かぁぁぁ選手権                                             | 森マリア                      |              |
| #60  | 6月9日   | かぁぁぁ選手権                                             | 浅川梨奈                      |              |
| #61  | 6月16日  | まんがバラエティ                                           | 松丸亮吾                      | 嶋田ひろあき |
| #62  | 6月30日  | まんがバラエティ                                           | 松丸亮吾                      | 嶋田ひろあき |
| #63  | 7月7日   | まんがバラエティ                                           | 横山玲奈（モーニング娘。’22） | 金田一蓮十郎 |
| #64  | 7月14日  | まんがバラエティ                                           | 横山玲奈（モーニング娘。’22） | 金田一蓮十郎 |
| #65  | 7月21日  | かぁぁぁ選手権                                             | カカロニ                      |              |
| #66  | 7月28日  | かぁぁぁ選手権                                             | ニシダ（ラランド）            |              |
| #67  | 8月4日   | まんがバラエティ                                           | 世界（EXILE）                 | 飛松良輔     |
| #68  | 8月11日  | まんがバラエティ                                           | 世界（EXILE）                 | 飛松良輔     |
| #69  | 8月18日  | まんがバラエティ                                           | 槙尾ユウスケ（かもめんたる）  | AKI          |
| #70  | 8月25日  | まんがバラエティ                                           | 槙尾ユウスケ（かもめんたる）  | AKI          |
| #71  | 9月1日   | かぁぁぁ選手権                                             | えっちゃん                    |              |
| #72  | 9月8日   | かぁぁぁ選手権                                             | 佐藤美波（AKB48）             |              |
| #73  | 9月15日  | まんがバラエティ                                           | 東京ホテイソン                | 屋根裏シスコ |
| #74  | 9月22日  | まんがバラエティ                                           | 東京ホテイソン                | 屋根裏シスコ |
| #75  | 9月29日  | 地上波初出し！岩井＆花澤の仲良しトーク傑作選！             |                               |              |
| #76  | 10月6日  | まんがバラエティ                                           | 東ブクロ（さらば青春の光）    | 甘詰留太     |
| #77  | 10月13日 | まんがバラエティ                                           | 東ブクロ（さらば青春の光）    | 甘詰留太     |
| #78  | 10月20日 | 宮下兄弟プロまんが未知 新章                                |                               |              |
| #79  | 10月27日 | 宮下兄弟プロまんが未知 ～逆襲編～                          |                               |              |
| #80  | 11月3日  | まんがバラエティ                                           | 鈴木愛理                      | かずはしとも |
| #81  | 11月10日 | まんがバラエティ                                           | 鈴木愛理                      | かずはしとも |
| #82  | 11月17日 | まんがバラエティ                                           | みなみかわ                    | 藤原さとし   |
| #83  | 11月24日 | まんがバラエティ                                           | みなみかわ                    | 藤原さとし   |
| #84  | 12月1日  | 番組発！漫画『マンホール戦記アオイ』単行本が発売！         |                               |              |
| #85  | 12月8日  | 採用即連載！漫画原作オーディション                         |                               |              |
| #86  | 12月15日 | 採用即連載！漫画原作オーディション                         |                               |              |
| #87  | 12月22日 | "縦読み漫画"制作スタジオに潜入！                           |                               |              |

| 話数 | 放送日   | 放送内容                                                     | 芸能人                                                                | 漫画家       |
| ---- | -------- | ------------------------------------------------------------ | --------------------------------------------------------------------- | ------------ |
| #88  | 01月12日 | かぁぁぁ選手権                                               | 菅田愛貴(超ときめき♡宣伝部)                                           |              |
| #89  | 01月19日 | かぁぁぁ選手権                                               | あいなぷぅ                                                            | 小野ゆりえ   |
| #90  | 01月26日 | 番組初のイベント開催で岩井＆花澤が「かぁぁぁ」原作に挑戦！   |                                                                       |              |
| #91  | 02月02日 | 宮下兄弟プロまんが未知                                       |                                                                       |              |
| #92  | 02月09日 | 宮下兄弟プロまんが未知                                       |                                                                       |              |
| #93  | 02月16日 | 宮下兄弟プロまんが未知                                       |                                                                       |              |
| #94  | 02月23日 | 傑作漫画ビブリオバトル                                       |                                                                       |              |
| #95  | 03月02日 | 傑作漫画ビブリオバトル                                       |                                                                       |              |
| #96  | 03月09日 | まんがバラエティ                                             | ガク                                                                  | どてんちゃん |
| #97  | 03月16日 | まんがバラエティ                                             | ガク                                                                  | どてんちゃん |
| #98  | 03月23日 | くぅぅぅサミット                                             | 春日俊彰(オードリー)・中西茂樹(なすなかにし)・東京ホテイソン          |              |
| #99  | 03月30日 | くぅぅぅサミット                                             | 春日俊彰(オードリー)・中西茂樹(なすなかにし)・東京ホテイソン          |              |
| #100 | 04月06日 | 森川ジョージ先生が選び抜いた本当にすごい漫画4作品            |                                                                       |              |
| #101 | 4月13日  | まんがバラエティ                                             | 新内眞衣                                                              | Meg          |
| #102 | 4月20日  | まんがバラエティ                                             | 堀未央奈                                                              | 〃           |
| #103 | 4月27日  | まんがバラエティ                                             | 休日課長（ゲスの極み乙女）                                            | 足立和平     |
| #104 | 5月4日   | まんがバラエティ                                             | 休日課長（ゲスの極み乙女）                                            | 足立和平     |
| #105 | 5月11日  | くぅぅぅサミット                                             | 伊集院光 トム・ブラウン                                               |              |
| #106 | 5月18日  | くぅぅぅサミット                                             | 伊集院光 トム・ブラウン                                               |              |
| #107 | 5月25日  | 宮下兄弟プロまんが未知                                       |                                                                       |              |
| #108 | 6月1日   | まんがバラエティー                                           | 大場花菜（=LOVE）                                                     | 灯           |
| #109 | 6月8日   | まんがバラエティー                                           | 大場花菜（=LOVE）                                                     | 灯           |
| #110 | 6月15日  | まんがバラエティー                                           | 鈴木あんず（えのぐ）                                                  | 南谷郁       |
| #111 | 6月22日  | まんがバラエティー                                           | 河本太（ウエストランド）                                              | 木村航       |
| #112 | 6月29日  | まんがバラエティー                                           | 河本太（ウエストランド）                                              | 木村航       |
| #113 | 7月6日   | くぅぅぅサミット                                             | 近藤くみこ（ニッチェ）・横山由依・関有美子                            |              |
| #114 | 7月13日  | くぅぅぅサミット                                             | 近藤くみこ（ニッチェ）・横山由依・関有美子                            |              |
| #115 | 7月20日  | まんがバラエティ                                             | 渡邉美穂                                                              | 川乃つくし   |
| #116 | 7月27日  | まんがバラエティ                                             | 渡邉美穂                                                              | 川乃つくし   |
| #117 | 8月3日   | まんがバラエティ                                             | 滝沢秀一（マシンガンズ）                                              | 井下サトシ   |
| #118 | 8月10日  | まんがバラエティ                                             | 滝沢秀一（マシンガンズ）                                              | 井下サトシ   |
| #119 | 8月17日  | まんがバラエティ                                             | 山口陽世（日向坂46）                                                  | ぐんたお     |
| #120 | 8月24日  | まんがバラエティ                                             | 山口陽世（日向坂46）                                                  | ぐんたお     |
| #121 | 8月31日  | まんがバラエティ                                             | 田中美久（HKT48）                                                     | 今井大輔     |
| #122 | 9月7日   | まんがバラエティ                                             | 田中美久（HKT48）                                                     | 今井大輔     |
| #123 | 9月14日  | まんがバラエティ                                             | 井上梨名（櫻坂46）                                                    | 美麻りん     |
| #124 | 9月21日  | まんがバラエティ                                             | 井上梨名（櫻坂46）                                                    | 美麻りん     |
| #125 | 9月28日  | 岩井&花澤の地上波初出しゆったりトーク                        |                                                                       |              |
| #126 | 10月5日  | 『 血の轍 』押見修造先生のスゴイと思う漫画３選               |                                                                       |              |
| #127 | 10月12日 | 『 血の轍 』押見修造先生のスゴイと思う漫画３選               |                                                                       |              |
| #128 | 10月19日 | くぅぅぅサミット                                             | 浅川梨奈・宮下兼史鷹（宮下草薙）・令和ロマン                          |              |
| #129 | 10月26日 | くぅぅぅサミット                                             | 浅川梨奈・宮下兼史鷹（宮下草薙）・令和ロマン                          |              |
| #130 | 11月2日  | くぅぅぅサミット                                             | 浅川梨奈・宮下兼史鷹（宮下草薙）・令和ロマン                          |              |
| #131 | 11月9日  | 『満州アヘンスクワッド』鹿子先生が選ぶ！本当にスゴイ漫画３選 |                                                                       |              |
| #132 | 11月16日 | かぁぁぁサミット                                             | 井上裕介（NON STYLE）・近藤くみこ（ニッチェ）・窪田七海（OCHA NORMA） |              |
| #133 | 11月23日 | かぁぁぁサミット                                             | 井上裕介（NON STYLE）・近藤くみこ（ニッチェ）・窪田七海（OCHA NORMA） |              |

- 2022年4月2日放送分「まんが未知 特別編」にて、#40から#44までの「宮下兄弟プロまんが未知」総集編が放送された。
- TELASAにて#43・44の完全版が配信されている。

## 特別番組
以下、いずれも放送年は2022年。
- 1月1日：本番組の冠こそ付かないものの、番組のフォーマットを用いた「人気漫画家39人が選ぶ！本当にすごい漫画はコレだ！2022」（0:30 - 1:45）が、テレビ朝日系列フルネットで放送された[6]。番組内では39名にアンケートを行ったものの、少女漫画家が選出したアンケートの詳細は、本番組の2022年3月3日放送分まで紹介が持ち越される格好となった。
- 11月6日：「まんが未知特別編『天気の子』実況特番」（20:50 - 23:13）を、TELASAおよびテレビ朝日公式YouTubeチャンネルにて生配信。同日にテレビ朝日系列にて放送されたアニメ映画『天気の子』とリアルタイムに連動する形で、岩井と花澤、ゲストの横山由依が作品を見ながらトークを繰り広げた[7][8]。
- 12月31日：元旦の特番に続き、本番組のフォーマットを用いた「人気漫画家が選ぶ！本当にすごい漫画はコレだ！2022冬」（0:50 - 2:00）が放送された。

## スタッフ
- 構成：北本かつら、小杉四駆郎
- 美術進行：仲田幸正
- 技術：TSP
- 編集：菊川雄太
- MA：出水菜々、矢嵜涼太
- 音効：加藤つよし
- アートディレクション︰香川凌也
- 編成：三浦靖雄、大塚脩平
- 宣伝：森千明
- デスク：浅倉きよみ
- 美術協力：テレビ朝日クリエイト
- 制作協力：ディーウォーカー
- AD：小川颯太、吉田紗梨奈
- AP：河野朋恵、藤谷怜奈
- ディレクター：松尾竜二、東裕二、北見駿也（北見→以前はAD）
- プロデューサー：金井大介
- 制作：テレビ朝日ビジネスソリューション本部 コンテンツ編成局第1制作部
- 制作著作：テレビ朝日

### 過去のスタッフ
- 編成：岡村地郎、林智乃、宇喜多宏美
- AD：山村あすか、原田真帆、藤井駿太、西原伊緒那
- ディレクター：北島一喜

## ネット局と放送時間
| 放送対象地域 | 放送局           | 系列           | 放送日時                     | 放送開始                    | 備考   |
| ------------ | ---------------- | -------------- | ---------------------------- | --------------------------- | ------ |
| 関東広域圏   | テレビ朝日       | テレビ朝日系列 | 木曜 1:56 - 2:16（水曜深夜） | 2021年4月1日（3月31日深夜） | 制作局 |
| 沖縄県       | 琉球朝日放送     | テレビ朝日系列 | 火曜 1:30 - 1:50（月曜深夜） | 2021年4月6日（4月5日深夜）  |        |
| 福岡県       | 九州朝日放送     | テレビ朝日系列 | 月曜 0:40 - 1:00（日曜深夜） | 2021年5月3日（2日深夜）     |        |
| 広島県       | 広島ホームテレビ | テレビ朝日系列 | 土曜 16:00 - 16:25           | 2021年6月5日                |        |

### 過去のネット局
| 放送対象地域 | 放送局       | 系列           | 放送日時                     | 放送期間                     | 備考 |
| ------------ | ------------ | -------------- | ---------------------------- | ---------------------------- | --- |
| 秋田県       | 秋田朝日放送 | テレビ朝日系列 | 土曜 1:20 - 1:40（金曜深夜） | 2022年9月10日 - 2023年4月1日 | 毎月最終週は、当該時間帯にて討論番組『朝まで生テレビ!』（1:30 - 4:25）が編成されていた都合上、本番組も休止とされた。 |